# Hyceanplanet

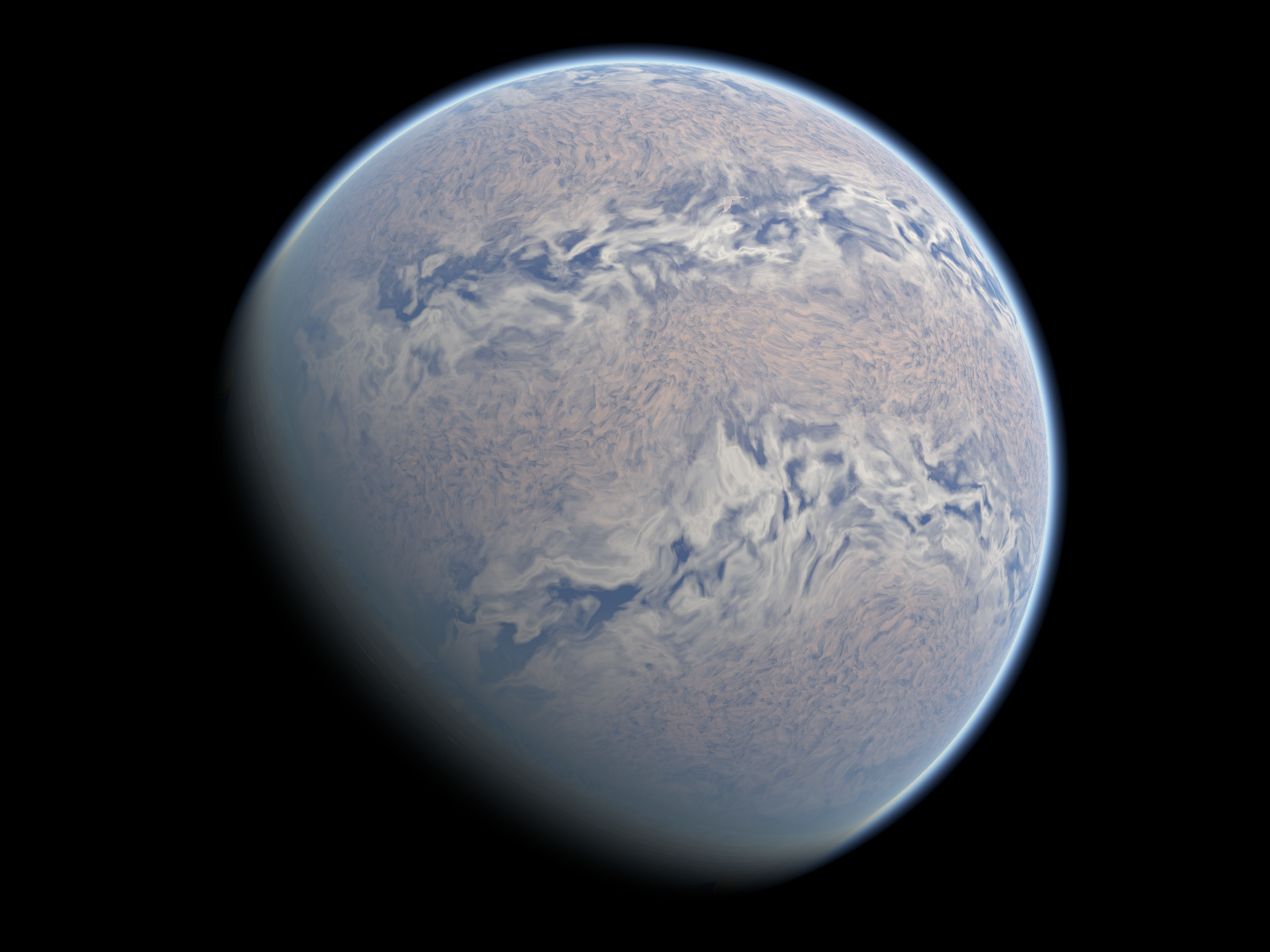
En konstnärlig illustration av hur en hyceanplanet skulle kunna se ut.

En hyceanplanet är en typ av planet som kännetecknas av ett hav som täcker planetens yta, samt en atmosfär med mycket väte eller helium. Hyceanernas densitet förmodas befinna sig mellan steniga superjord-planeter och större minineptuner. Densiteten i kombination med andra egenskaper gör att vissa forskare menar att de kan ha goda möjligheter att vara värd för utomjordiskt liv. I maj 2024 presenterades exoplaneten TOI-270 d (70 ljusår från jorden) som en möjlig hycean, även om vissa forskare tror att planeten kan vara för varm (4 000 °C på solsidan) för att kunna räknas som en hycean.
Enligt den föreslagna modellen består hyceaner  - i likhet med minineptuner - av fyra lager: en inre kärna bestående av järn, en stenig yttre kärna med silikatmineraler, ett lager med vatten och en atmosfär bestående av stora mängder väte eller helium. De hyceaner som kan uppehålla liv föreslås kunna vara lika stora som 2,3-2,6 R⊕ (jordradier), med en massa på upp till 5-10 M⊕ (jordmassa) och en maximal jämviktstemperatur på ungefär 500 K.
Några exoplaneter som har föreslagits som hyceankandidater är:
- K2-18 b
- K2-3 c
- K2-3b
- TOI-1266 c
- TOI-732 c
- TOI-270d
- TOI-270 c
- TOI-175 d
- TOI-776 c
- TOI 776 b
- LTT 1445 A b